# نيمعو هابي
نيمعو علمي علي ، المعروفة باسمها المسرحي نيمعو هابي هي مغنية صومالية معروفة في بلدها بأغانيها الناجحة وقدمت العديد من المسرحيات في الصومال.

## الحياة والمهنة
ولدت نيمعو في مقديشو في الصومال، لكنها نشأت في هرجيسا ونيروبي، وتعيش الآن في مقديشو. لديها اشقاء ودرست في المدرسة الثانوية. تنحدر نيمعو من عائلة فنية معظمهم شعراء.
بدأت نيمعو مسيرتها المهنية في عام 2015 لكنها اكتسبت شهرة عندما أطلقت أغنيتها «إيسي نافتا» في عام 2017، وحققت الأغنية نجاحًا في الصومال. في عام 2021، حظيت نيمعو باهتمام عالمي بعد ان أصبحت الاغنية مشهورة على منصة مشاركة الفيديوهات تيك توك، ولفتت الأغنية الانتباه بسبب غناء نيمعو بعدة لغات على وجه الخصوص، بالإضافة إلى اللغة الرئيسية وهي الصومالية، الإنجليزية والسواحيلية والعربية. أدى نجاح الأغنية إلى توقيع نيمعو مع شركة التسجيل بوليدور وإصدار الأغنية بشكل رسمي في 28 أكتوبر.

## الحياة الشخصية
اعتادت نيمعو على الاستماع إلى معظم المطربات الصوماليات خضرة سيج، زهرة أحمد، وزينب سيج وأصبحن مصدر إلهام لمسيرتها المهنية. اكتشفت الموسيقى لأول مرة عندما كانت طفلة وبدأت في العزف على الجيتار. تُجيد نيمعو التحدث باللغة السواحيلية بسبب نشأتها في نيروبي ولكن ليس بطلاقة.
تزوجت هابي لكنها طلقت فيما بعد زوجها الذي أنجبت منه أطفال. في 17 نوفمبر 2021، تزوجت من حبيبها.